# هيتوشي ساساكي
هيتوشي ساساكي (باليابانية: 佐々木 仁) (9 يوليو 1973 في إيواته في اليابان – )؛ هو لاعب كرة قدم ياباني سابق كان يلعب كحارس مرمى.

## وصلات خارجية
- هيتوشي ساساكي على موقع رابطة كرة القدم اليابانية للمحترفين (اليابانية)
- هيتوشي ساساكي على موقع عالم كرة القدم.نت (الإنجليزية)